# Syrphus torvus
Syrphus torvus là một loài ruồi trong họ Ruồi giả ong (Syrphidae). Loài này được Osten-Sacken mô tả khoa học đầu tiên năm 1875. Syrphus torvus phân bố ở miền Tân bắc (Greenland)